# Ecomoda
Ecomoda è una telenovela colombiana prodotta dalla RCN nel 2001 e 2002. È il seguito della celebre telenovela Betty la fea.
Ha fatto il suo debutto sugli schermi italiani il 2 ottobre 2005, andando in onda sulla rete satellitare Mediaset Happy Channel il lunedì in prima serata (e in replica il sabato nella fascia preserale) in puntate riassemblate da 120 minuti ciascuna. Successivamente, è stato riproposto da una grande quantità di emittenti locali che avevano precedentemente proposto il prequel e, per la televisione satellitare, da Lady Channel.
Nel 2013, con l'arrivo del digitale terrestre in Italia, viene riproposto da Vero Capri; all'inizio del 2014 viene inoltre riproposto anche da Rai Premium.

## Trama
La storia si apre a Buenos Aires, dove Mario Calderón incontra ad una festa l'affascinante messicana Gabriella Garza, alta dirigente dell'azienda di moda "Fashion Group". 
La donna è ammirata dalla buona qualità degli abiti di Mario, che provengono dall'“Ecomoda” e propone quindi una società d'affari tra quest'ultima e il Fashion Group. 
Mario contatta Armando Mendoza, ora vicepresidente di Ecomoda e marito di Betty che ha invece assunto la presidenza. Quest'ultima, nonostante sia interessata alla proposta, non è affatto felice di rivedere Calderón per via di quanto accaduto nella precedente telenovela Betty la fea.
Alcuni giorni dopo, Daniele Valencia convoca una riunione per proporre il licenziamento di alcuni impiegati a causa della crisi che Ecomoda sta attraversando.
Le segretarie della "banda delle racchie" sentono discutere gli esecutivi e credendo di essere ormai licenziate, decidono di passare una serata mondana impossessandosi degli inviti per una sfilata destinati ai loro capi e spacciandosi per loro.  All'evento la banda incontra la signora Garza accompagnata dal collega Kenneth Johnson; Gabriella, credendo di trovarsi di fronte ai dirigenti dell'"Ecomoda" fissa un appuntamento per la mattina dopo.
Alla banda non resta che inscenare un appuntamento di lavoro. Il piano sembra funzionare ma quando Gabriella e Kenneth stanno per andarsene tornano i veri dirigenti. Alla fine, nonostante l'indignazione degli ospiti, tutto si conclude per il meglio e il contratto viene firmato.
Calderòn propone di festeggiare a cena fuori ma Betty declina a causa della forte antipatia che prova per lui.
Alla cena partecipano solo Gabriella, Armando e Mario che al ristorante incontra una sua amante.
Dopo due ore Mario chiede in prestito la macchina ad Armando e si dirige in un motel insieme alla ragazza, ma per strada fa un incidente e danneggia l'automobile. Quindi a causa dell'incidente Armando torna a casa alle tre della notte e Betty ne è molto scocciata.
Dopo circa due mesi a Bogotà è la festa degli uomini, così Armando, Mario, Nicola Mora, Kenneth Johnson, Gutiérrez e Freddy (il fattorino dell'azienda) decidono di andare in un locale e all'uscita da esso incontrano delle donne che li narcotizzano, li chiudono in una casa, li spogliano e li derubano.
La mattina dopo chiamano le proprie mogli e per spiegare loro l'accaduto ma gli raccontano che si trattava di uomini e non di donne. Ma poco dopo apprendono dal telegiornale che dei furti uguali erano stati commessi da donne e così gli uomini confessano.
Alcuni mesi dopo il "Fashion Group" richiede all'"Ecomoda" un progetto di commercio e Armando e Betty ne presentano uno ciascuno, ma per paura che quello di Armando sia peggiore li scambia per evitargli una delusione, ma alla fine vince proprio quello di Armando, e così Betty gli racconta la verità e allora tutti insieme, impiegati e dirigenti, brindano al meraviglioso futuro che attende l'azienda.

## Emittenti che hanno trasmesso la telenovela in Italia
- Happy Channel
- Telenorba
- TV Centro Marche
- Teleroma 56
- Varie emittenti locali
- Lady Channel
- Antenna Sicilia
- Telenapoli 34
- Napoli Tivù
- Vero Capri
- Rai Premium